# Química i prou
Química i prou (títol original en castellà: Solo química) és una pel·lícula catalano-espanyola de 2015, dirigida per Alfonso Albacete i protagonitzada per Ana Carlota Fernández, Alejo Sauras i Rodrigo Guirao Díaz.

## Argument
L'Oli (Ana Carlota Fernández) és una jove que treballa en una perfumeria i somia sortir amb el seu ídol, l'actor Eric Soto (Rodrigo Guirao Diaz). Al seu torn, el seu millor amic i company de pis, el Carlos (Alejo Sauras), està perdudament enamorat de l'Oli, encara que ella no ho sap. Quan l'Oli comença a sortir amb el seu ídol sorgiran una sèrie de complicacions que dificultaran la continuïtat de la relació i trontollaran l'amistat de l'Oli i el Carlos.

## Repartiment
El repartiment principal està format per:
- Ana Carlota Fernández - Olivia «Oli» Romero
- Alejo Sauras - Carlos
- Rodrigo Guirao Díaz - Eric Soto
- José Coronado - Julián
- María Esteve - Berta
- Jaime Olías - Hans
- Natalia de Molina - Melanie
- Esmeralda Moya - Susana
- Bibiana Fernández - Sabrina
- Neus Asensi - Lola
- Silvia Marsó - Mónica
- Àlex Monner - El Tirillas
- Rossy de Palma - Bárbara Sullivan
- Martina Klein - Alessandra Lotti
- Miranda Makaroff - Alba

## Premis i nominacions
2015: Festival de Málaga - Secció oficial llargmetratges (fora de concurs)